# Niceforonia mantipus
Niceforonia mantipus is een kikker uit de familie Strabomantidae en werd voor het eerst wetenschappelijk beschreven door Boulenger in 1908. De soort komt voor in Colombia in de departementen Cauca, Chocó, Caldas, Antioquia, Valle del Cauca, Risaralda en Quindío op hoogtes van 800 tot 2400 meter boven het zeeniveau. Niceforonia mantipus wordt niet beschouwd als bedreigd maar de huidige populatie neemt af door het verlies van habitat.